# 1893 en Grèce
Chronologie de la Grèce
- 1889
- 1890
- 1891
- 1892
- 1893
- 1894
- 1895
- 1896
- 1897

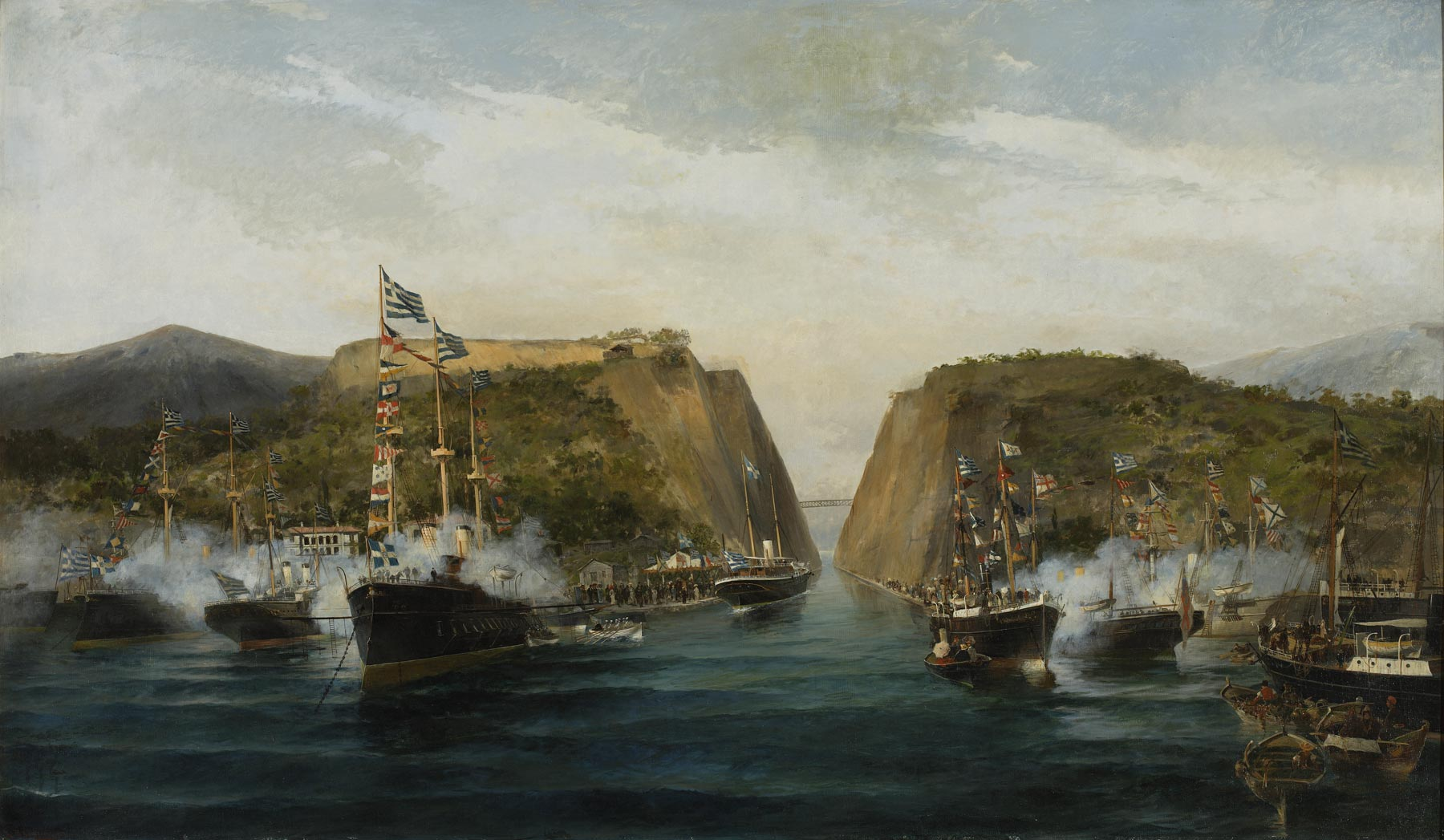
Inauguration du canal de Corinthe (tableau de Constantínos Volanákis).

Cette page concerne les évènements survenus en 1893 en Grèce  :

## Évènement
- 25 juillet : Inauguration du canal de Corinthe, le navire français Notre Dame du Salut est le premier à le franchir.

## Création
- Bank of Athens (en)
- Kerkyraikos G.S. (en), club multisports de Corfou.

## Naissance
- Ioannis Demaratos (el), journaliste et philologue.
- Mardochaíos Frizís, officier de l'Armée hellénique.
- Konstantínos Kitsíkis (el), architecte.
- Konstantínos Lamprinópoulos (el), personnalité politique.
- Afrodíti Laoutári (el), actrice.
- Giánnis Skarímpas (el), poète.
- Kóstas Spéras (el), syndicaliste.
- Aléxandros Tsiggoúnis (el), militaire.

## Décès
- Theódoros Aretaíos (el), professeur d'université.
- Sofoklís Karýdis (el), journaliste et poète.
- Demetrius Stefanovich Schilizzi, banquier.
- Geórgios Zavitsános (el), professeur d'université.